# Stefan Meienberg
Stefan Meienberg (18 de abril de 1988) es un deportista suizo que compitió en curling. Ganó una medalla de bronce en el Campeonato Europeo de Curling Masculino de 2014.

## Palmarés internacional
| Campeonato Europeo | Campeonato Europeo | Campeonato Europeo | Campeonato Europeo |
| Año                | Lugar              | Medalla            | Prueba             |
| ------------------ | ------------------ | ------------------ | ------------------ |
| 2014               | Champéry (Suiza)   | Medalla de bronce  | Equipo             |